# Bayard Revistas
Bayard Revistas es una editorial española, perteneciente al Grupo Bayard (de origen francés y ámbito internacional).
La editorial española cuenta con publicaciones en forma de revista ilustrada para niños y jóvenes.

## Historia
El origen de Bayard Revistas se remonta al año 1986. Grupo Bayard lanza en aquel momento la publicación Leo Leo, para niños de 8 a 9 años de edad, con licencia de revista para la editorial SM.
En 1988, Grupo SM y Grupo Bayard crean una empresa conjunta llamada "SM&B". Con esta nueva compañía se lanzan revistas para público infantil y juvenil (Caracola, Reportero, Popi, I Love English, I Love English) y una gama variada de revistas en catalán (Cucafera, Tiro Liro y Reportero Doc).
En 1994, Grupo Bayard adquiere las acciones de SM de esta compañía y la empresa pasa a llamarse “Hispano Francesa de Ediciones” para llamarse después “Bayard Revistas S.A”.

## Grupo Bayard
Bayard Revistas pertenece al Grupo Bayard, grupo empresarial formado por varias compañías editoriales, que fue fundada en 1873 bajo el nombre inicial de "Maison de la Bone Presse".
El primer título, “Le Pèlerin”, se lanzó en julio de 1873. Fue el primer semanal en color lanzado en Francia. El diario "La Croix” aparece diez años después en 1883.
Hoy en día, Grupo Bayard cuenta con 36 millones de lectores en todo el mundo, 5 millones de suscriptores, más de 150 revistas (incluidas 72 en Francia) y 8 millones de libros vendidos cada año. En la actualidad logra el 40% de su distribución en el extranjero.
El Grupo está presente en Canadá, Estados Unidos, Holanda, Bélgica, Alemania y África. Además tiene una filial en Hong Kong y una editorial para jóvenes, en asociación con Trustbridge Global Media.
Desde la adquisición de Milán (Presse y Éditions) en 2004, Grupo Bayard representa el 27% de la cuota de mercado de la prensa juvenil en Francia.
En 2015, Bayard se asoció con “les Apprentis d'Auteuil”, junto con otras asociaciones y movimientos juveniles, para la creación de un Think Tank “Vers le haut”, dedicado a los jóvenes y la educación.

## Origen del nombre de Bayard Revistas
La compañía editorial de origen francés siguió siendo conocida como la Maison de la Bonne Presse hasta 1969. En 1970 modificó el nombre oficial a Bayard.
Esta opción permitía mantener las iniciales BP (del nombre comercial original) y recordar el establecimiento del Grupo en 3/5 rue Bayard. Además, Bayard también era el nombre de uno de sus semanarios en color para jóvenes y una colección de libros que el grupo publicó en las décadas de 1950 y 1960.
La editorial española adoptó el mismo nombre que el grupo, añadiendo el tipo de publicaciones, para darse a conocer como Bayard Revistas desde 1994.

## Publicaciones
Bayard Revistas cuenta en España con una amplia gama de publicaciones, dirigidas a niños y jóvenes (entre paréntesis edad recomendada):
Revistas en Castellano
- Popi (desde 1 año)
- Caracola (desde 4 años)
- Leoleo (desde 7 años)
- Reportero Doc (desde 9 años)

Revistas en Catalán
- Cucafera (desde 4 años)
- Tiroliro (desde 7 años)
- Reporter Doc (desde 9 años)

Para aprender inglés
- I Love English Mini (desde 6 años)
- I Love English Junior (desde 9 años)
- I Love English (desde 12 años)
- I Love English World (desde 15 años)